# Tamika Catchings
Tamika Devonne Catchings (* 21. Juli 1979 in Stratford, New Jersey) ist eine ehemalige US-amerikanische Basketballspielerin. Sie wurde 2020 in die Naismith Memorial Basketball Hall of Fame und die Women’s Basketball Hall of Fame aufgenommen.

## Karriere

### College
Tamika Catchings spielte als Small Forward von 1997 bis 2001 für die Tennessee Lady Volunteers, das Damen-Basketballteam der University of Tennessee.

### WNBA (2001 bis 2016)
Catchings wurde im WNBA Draft 2001 von den Indiana Fever an der dritten Stelle gezogen. Die Saison 2001 musste sie wegen einer Verletzung auslassen. Somit begann ihre WNBA-Karriere 2002 in der sie zum Rookie of the Year gewählt wurde. Catchings gehört seit ihrer ersten Saison zu den besten Spielerinnen der WNBA und blieb auch in ihrer weiteren Karriere dem Team aus Indianapolis treu. Nachdem zu Beginn die Teamerfolge noch gering blieben, erreichten die Fever um Catchings aber seit 2005 immer die Playoffs und erreichten damit zum Ende der Saison 2016 mit 12 Playoff-Teilnahmen in Folge die längste Serie in der Geschichte der WNBA. In diesem Zeitraum konnten dreimal die WNBA-Finals erreicht werden, dabei wurde 2012 der WNBA-Titel errungen. 2009 und 2015 gingen die Finalserien verloren.
Neben diesen Teamerfolgen sammelte sie auch viele individuelle Auszeichnungen. Den Kim Perrot Sportsmanship Award als fairste Spielerin der Liga erhielt sind in den Saisons 2010, 2013 und 2016. Die Auszeichnung für die beste Verteidigungsspielerin der regulären Saison erhielt sie insgesamt fünfmal (2005, 2006, 2009, 2010 und 2012) und ist damit Rekordgewinnerin dieser Auszeichnung. Auch keine der anderen WNBA-Auszeichnungen wurde bisher so häufig an eine Spielerin vergeben. In der Saison 2011 erhielt sie mit dem MVP Award die begehrte Auszeichnung als beste Spielerin der WNBA. Nachdem das Team 2012 die WNBA-Meisterschaft gewinnen konnte, ging wie üblich auch die Final-MVP-Ehrung an ein Mitglied des Teams und diese Ehre wurde ihr zuteil.
Nachdem sie nach der WNBA-Saison 2016 und den Olympischen Spielen in Rio ihre aktive Karriere beendet hatte, wurde Catchings am 24. Juni 2017 im Rahmen eines Heimspiels der Fever offiziell verabschiedet und gleichzeitig wurde verkündet, dass ihre Trikotnummer 24 zukünftig im Team nicht mehr vergeben wird.
Bis zu diesem Zeitpunkt bestritt sie in 15 WNBA-Saisons in der regulären Saison 457 Spiele, dabei stand sie 448 Mal in der Startformation und erzielte 7380 Punkte, 3316 Rebounds und 1488 Assists. In 68 Playoff-Partien (davon 67 in der Startformation) erzielte sie 1141 Punkte, 598 Rebounds und 223 Assists.
Sie wurde für ihre Leistungen in der WNBA sowohl 2006 in das aus zehn Spielerinnen bestehende WNBA All-Decade Team als auch zum 15-jährigen Jubiläum der Liga im Jahr 2011 zu den WNBA's Top 15 Players of All Time gewählt. 2021 wurde sie unter die 25 Greatest Players in WNBA History gewählt.

### Europa
In der Saisonpause der WNBA spielte Catchings wie viele WNBA-Spielerinnen in Europa. Sie stand dabei für Teams aus Russland, Polen und der Türkei auf dem Platz, nachdem sie zuvor während der Saison-Pause in der WNBA auch für die Chicago Blaze in der National Women’s Basketball League spielte.

### International
Auch im Nationaltrikot ist Tamika Catchings sehr erfolgreich. Sie gewann mit der US-amerikanischen Basketballnationalmannschaft bei den Olympischen Sommerspielen 2004 in Athen, bei den Olympischen Sommerspielen 2008 in Peking, bei den Olympischen Sommerspielen 2012 in London und bei den Olympischen Sommerspielen 2016 in Rio de Janeiro mittlerweile viermal die Goldmedaille. Auch bei den Basketball-Weltmeisterschaften konnte sie im US-Team 2002 und 2010 den Titel erringen. Nur die Basketball-WM 2006 endet für sie und ihr Team nach einem dritten Platz ohne Titel.